# (733) Mocia
(733) Mocia es un asteroide perteneciente al cinturón exterior de asteroides descubierto el 16 de septiembre de 1912 por Maximilian Franz Wolf desde el observatorio de Heidelberg-Königstuhl, Alemania.
Está nombrado en honor de Werner «Mok» Wolf, hermano del descubridor.